# バッテンフォール
バッテンフォール（Vattenfall AB、ヴァッテンフォール、ヴァッテンファル）はスウェーデンのストックホルムに本社を置く大手電力会社・エネルギー会社。1990年代の電力自由化以後、フィンランド・デンマーク・ドイツ・ポーランドを含めヨーロッパ各地に買収の手を伸ばし、北欧のみならずヨーロッパ有数の多国籍エネルギー企業となっている。
「バッテンフォール」（Vattenfall）は英語の「ウォーターフォール」に相当する。1909年に設立された王立水力発電委員会（Kungliga Vattenfallstyrelsen）を前身とする公営企業で、スウェーデン政府が100%所有している。長年スウェーデン北部の山岳地帯での水力発電を行ってきたほか、ストックホルムの北のフォルスマルク原子力発電所など多数の原子力発電所を運営し、ドイツなどスウェーデン国外の火力発電所や原子力発電所も保有している。
欧州連合が1987年の構想以来すすめてきた電力自由化により、スウェーデンではヨーロッパの先陣を切って1996年に電力自由化が行われた。国内第一の電力会社バッテンフォールは水力発電所群から上がる巨額の利益をもとに国外でのエネルギー企業買収を進めた。特に送電線によって結ばれた北欧諸国、およびバルト海対岸のドイツとポーランドを中心にしている。
ドイツでは1990年代末以来、バッテンフォールは八大電力会社のうち三社を子会社におさめてきた。1894年創業のハンブルク電力会社（Hamburgische Electricitäts-Werke、HEW）、旧東ドイツの電力事業をもとに設立された合同電力会社（Vereinigte Energiewerke AG、VEAG）、1884年創業のベルリン電力会社（Berliner Städtische Elektrizitätswerke Akt.-Ges、Bewag）である。2002年から2003年にかけてこれらの会社は褐炭採掘会社 Laubag とともに、ベルリンに本社を置く「バッテンフォール・ヨーロッパ」（Vattenfall Europe AG ）に統合され、各社のブランドは2006年にバッテンフォールに置き換えられている。一方でスウェーデン国内では、発電に際して環境に対する負担の最も大きい褐炭を使う火力発電所を多数買収したことや、露天掘炭鉱周辺の住民を大規模に立ち退かせる褐炭採掘を事業に加えたことに対し議論が起きている。
バッテンフォールは自らを地球規模のエネルギー節約の先駆企業と位置づけ、二酸化炭素排出量を最小化する方針を打ち出しているほか、先進国と発展途上国の間で排出量を調整しあう案を国連でプレゼンテーションしている。